# Thaumiers
Thaumiers ist eine französische Gemeinde mit 392 Einwohnern (Stand: 1. Januar 2022) im Département Cher in der Region Centre-Val de Loire; sie gehört zum Arrondissement Saint-Amand-Montrond und zum Kanton Dun-sur-Auron. Die Einwohner werden Thalmériens genannt.

## Geografie
Thaumiers liegt etwa 32 Kilometer südsüdöstlich von Bourges. Umgeben wird Thaumiers von den Nachbargemeinden Cogny im Norden, Chalivoy-Milon im Nordosten, Bannegon im Osten und Südosten, Vernais im Südosten und Süden, Charenton-du-Cher im Süden und Südwesten, Le Pondy im Südwesten sowie Verneuil im Westen.

## Bevölkerungsentwicklung
| Jahr                       | 1962 | 1968 | 1975 | 1982 | 1990 | 1999 | 2006 | 2019 |
| Einwohner                  | 537  | 512  | 427  | 397  | 383  | 382  | 408  | 410  |
| Quellen: Cassini und INSEE |      |      |      |      |      |      |      |      |

## Sehenswürdigkeiten
- Kirche Saint-Saturnin aus dem 12. Jahrhundert, seit 1911 Monument historique
- Schloss La Forêt aus dem 15. Jahrhundert, seit 1979 Monument historique

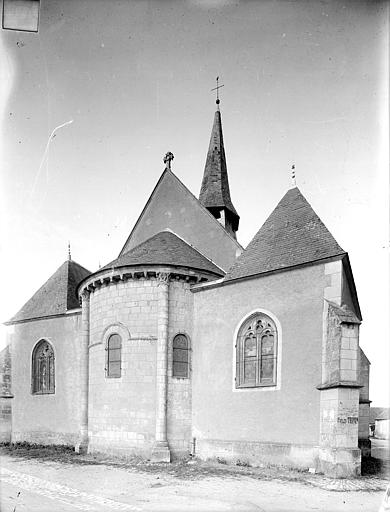
Kirche Saint-Saturnin 1919
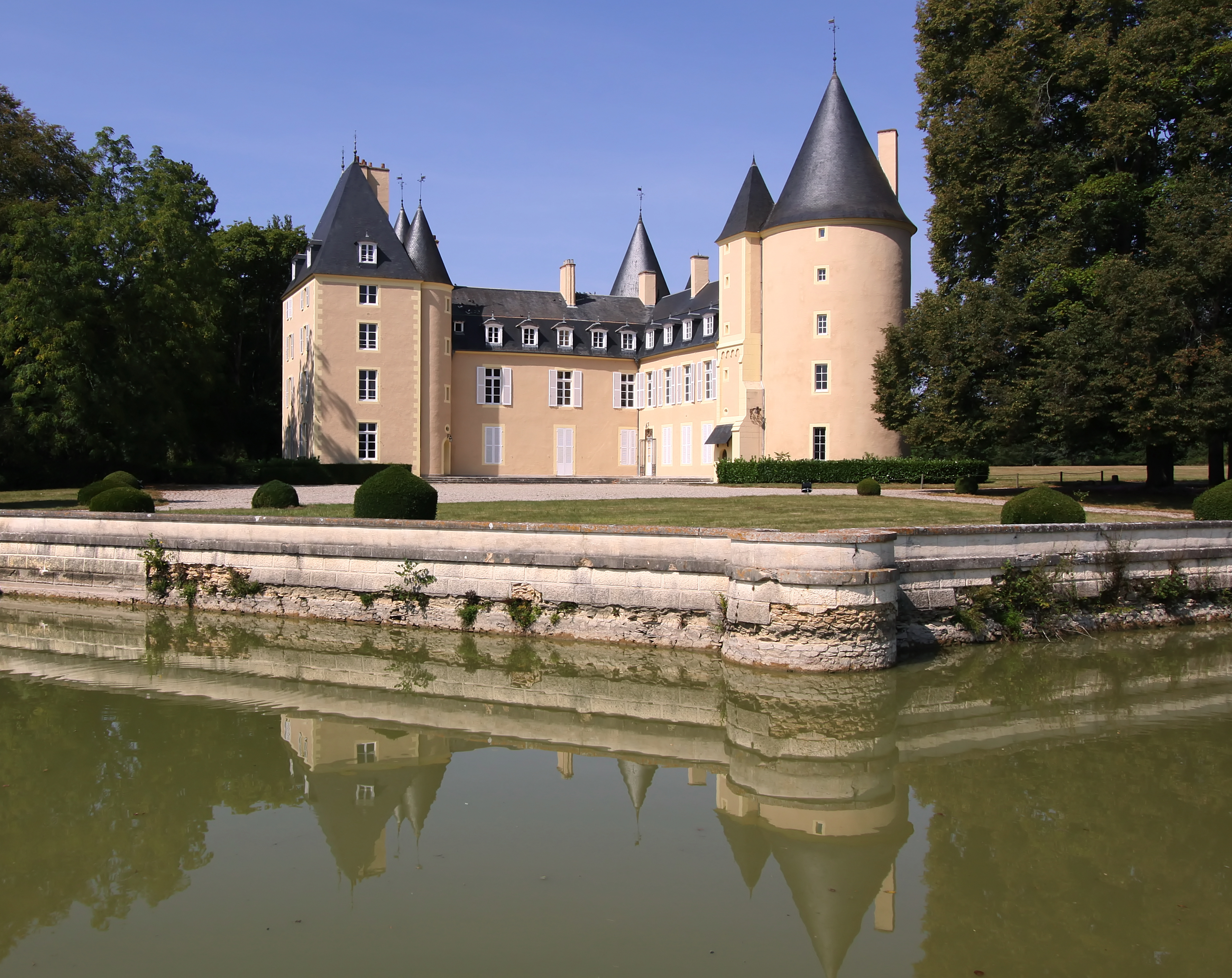
Schloss La Forêt